# 2000年度叱咤樂壇流行榜頒獎典禮得獎名單
2000年度叱咤樂壇流行榜頒獎典禮於2001年1月1日晚上八點在灣仔香港會議展覽中心新翼Hall 3舉行。

## 得獎名單

### 歌曲獎項

#### 叱咤樂壇至尊歌曲大獎
- K歌之王
  - 主唱：陳奕迅
  - 作曲：陳輝陽
  - 填詞：林夕
  - 編曲：陳輝陽
  - 監製：陳輝陽

#### 專業推介．叱十大
| 排名   | 歌曲         | 主唱           | 作曲           | 填詞   | 編曲        | 監製           |
| ------ | ------------ | -------------- | -------------- | ------ | ----------- | -------------- |
| 第二位 | 下一站天國   | 黃耀明         | 黃耀明、蔡德才 | 林 夕  | 蔡德才      | 黃耀明、蔡德才 |
| 第三位 | 半天假       | 許志安         | 雷頌德         | 歐志深 | 雷頌德      | 雷頌德         |
| 第四位 | 路過蜻蜓     | 張國榮         | 陳曉娟         | 林 夕  | Adrian Chan | Alvin Leong    |
| 第五位 | 大懶堂       | LMF            | LMF            | LMF    | LMF         | LMF            |
| 第六位 | 給自己的情書 | 王 菲          | C. Y. Kong     | 林 夕  | C. Y. Kong  | Alvin Leong    |
| 第七位 | 少女的祈禱   | 楊千嬅         | 陳輝陽         | 林 夕  | 陳輝陽      | 陳輝陽         |
| 第八位 | 會過去的     | 許志安、車婉婉 | 陳輝陽         | 黃偉文 | 陳輝陽      | 陳輝陽         |
| 第九位 | PG家長指引   | 梁漢文         | 陳奕迅         | 黃偉文 | 王雙駿      | 王雙駿         |
| 第十位 | 深藍         | 盧巧音         | 雷頌德         | 喬靖夫 | 劉志遠      | 梁翹柏、盧巧音 |

以下所有以粗體顯示的歌名，代表該歌曲為叱咤903專業推介冠軍作品。

### 唱片獎項

#### 叱咤樂壇至尊唱片大獎
- 《光天化日》
  - 歌手：黃耀明
  - 唱片監製：黃耀明、亞里安、李端嫻、蔡德才、梁基爵
    - 上榜歌曲：我這麼容易愛人、罅隙、漩渦、光天化日、下一站天國
    - 演繹作品：光天化日

### 幕後獎項

#### 叱咤樂壇作曲人大獎
- 雷頌德

#### 叱咤樂壇填詞人大獎
- 林夕

#### 叱咤樂壇監製大獎
- 陳輝陽

### 歌手獎項

#### 叱咤樂壇生力軍男歌手
- 張家輝
  - 上榜歌曲：愛得起、下意識、刺傷我
  - 演繹歌曲：下意識

#### 叱咤樂壇生力軍女歌手
- 蕭亞軒
  - 上榜歌曲：突然想起你、最熟悉的陌生人、Cappuccino、薔薇、一個人的精彩、準備好了沒有
  - 演繹歌曲：一個人的精彩

#### 叱咤樂壇生力軍組合
- On-Line
  - 上榜歌曲：點夠喉、你要飛、反收購、約定妳、轟炸機
  - 演繹歌曲：點夠喉

#### 叱咤樂壇男歌手
- 金獎：許志安
  - 上榜歌曲：相信愛、睡王子、半天假、一千次日落、你教我兩度、自己發電、七年滋養、會過去的
  - 演繹歌曲：七年滋養
- 銀獎：陳奕迅
  - 上榜歌曲：幸福摩天輪、專家話、忽然難過、美麗有罪、當這地球沒有花、低等動物、時光倒流二十年、Namasgar你好嗎、黑夜不再來、打得火熱、K歌之王
- 銅獎：謝霆鋒
  - 上榜歌曲：因為愛所以愛、曝光、不是定理、不要說謊、一了百了、一擊即中、活著VIVA、遊樂場

#### 叱咤樂壇女歌手
- 金獎：楊千嬅
  - 上榜歌曲：最後的歌、私奔、木偶奇遇記、可人兒、放煙花、內有惡女、Namasgar你好嗎、如果東京不快樂、少女的祈禱
  - 演繹歌曲：如果東京不快樂
- 銀獎：陳慧琳
  - 上榜歌曲：戀愛情色、假天真、我們都愛你、Take My Hand、失憶周末、星期五檔案、大日子、幾何三角、花花宇宙、自己發電、我不夠愛你
- 銅獎：容祖兒
  - 上榜歌曲：這分鐘更愛你、最新消息、Lovin' U、誰來愛我、相當刺激、美麗在望、不容錯失

#### 叱咤樂壇組合
- 金獎：LMF
  - 上榜歌曲：1127、Para Salud、無根草、香港一定得、大懶堂
- 銀獎：On-Line
  - 上榜歌曲：點夠喉、你要飛、反收購、約定妳、轟炸機
- 銅獎：3P
  - 上榜歌曲：一條人、大個咗、只要有想去的地方、青春火花

#### 叱咤樂壇唱作人大獎
- 謝霆鋒
  - 上榜作品：因為愛所以愛、曝光、不是定理、一擊即中、活著VIVA、遊樂場
  - 演繹歌曲：不是定理

### 我最喜愛的獎項

#### 叱咤樂壇我最喜愛的歌曲大獎
- K歌之王
  - 主唱：陳奕迅
  - 作曲：陳輝陽
  - 填詞：林夕
  - 編曲：陳輝陽
  - 監製：陳輝陽

| 歌曲       | 歌手   | 票數（A區） | 票數（B區） | 票數（C區） | 票數（D區） | 總票數 |
| ---------- | ------ | ----------- | ----------- | ----------- | ----------- | ------ |
| 全日愛     | 黎明   | 808         | 704         | 559         | 271         | 2342   |
| K歌之王    | 陳奕迅 | 670         | 850         | 752         | 529         | 2801   |
| 少女的祈禱 | 楊千嬅 | 382         | 456         | 436         | 463         | 1737   |

#### 叱咤樂壇我最喜愛的男歌手
- 張學友
  - 演繹歌曲：一生一火花
  - 最後五強（按名次排序）：張學友、劉德華、黎明、郭富城、謝霆鋒

#### 叱咤樂壇我最喜愛的女歌手
- 鄭秀文
  - 演繹歌曲：感情線上
  - 最後五強（按名次排序）：鄭秀文、陳慧琳、王菲、梅艷芳、容祖兒

#### 叱咤樂壇我最喜愛的組合
- Beyond
  - 最後五強：B2、Beyond、LMF、Swing、VRF

### 四台聯頒獎項

#### 四台聯頒音樂大獎 - 卓越表現大獎
- 金獎：容祖兒
- 銀獎：張栢芝
- 銅獎：王力宏

### 其他獎項

#### 雷霆樂壇班霸
- 英皇娛樂集團有限公司

#### 叱咤東方飛碟至尊歌手
- 林憶蓮
  - 演繹歌曲：至少還有你

#### 加州紅最熱點唱男歌手
- 許志安

#### 加州紅最熱點唱女歌手
- 陳慧琳
  - 演繹歌曲：花花宇宙

#### 加州紅最熱點唱歌曲
- 會過去的
  - 主唱：許志安、車婉婉